# اندی گورام
اندی گورام (انگلیسی: Andy Goram؛ ۱۳ آوریل ۱۹۶۴ – ۲ ژوئیه ۲۰۲۲) یک بازیکن فوتبال، بازیکن کریکت، و دروازه‌بان فوتبال اهل اسکاتلند بود.

## باشگاهی
از باشگاه‌هایی که در آن بازی کرده‌است می‌توان به باشگاه فوتبال مادرول، باشگاه فوتبال نوتس کانتی، هیبرنین، اولدهام اتلتیک، منچستر یونایتد، شفیلد یونایتد، کاونتری سیتی، و رنجرز اشاره کرد.

## درگذشت
در ۳۰ مه ۲۰۲۲، اعلام شد که گورام به سرطان مری مبتلا شده‌است و به او گفته شد که شش ماه دیگر زنده است. گورام در ۲ ژوئیه ۲۰۲۲ در سن ۵۸ سالگی درگذشت.